# تمبا دلامینی
تمبا دلامینی (انگلیسی: Themba Dlamini؛ زادهٔ ۱ دسامبر ۱۹۵۰) سیاستمدار اهل اسواتینی و نخست وزیر سابق اسواتینی است.